# アリラン2号
アリラン2号 (KOMPSAT-2) は韓国航空宇宙研究院 (KARI) がアストリウム社等の技術支援を受けて開発した多目的実用衛星 (Korean MultiPorpose Satellite）。

## 設計
国土開発のため、地理情報や資源を観測すること目的としている。観測幅は15kmと狭いが、空間解像度はパンクロマティックが1m、マルチマルチスペクトラルが4mと高い。KARIの主契約パートナーはアストリウムで、光学システムはイスラエルのELOP社製である。衛星本体とのインターフェイスにはドイツのOHB-System社製の技術が使われている。カメラ部の価格は（600億ウォン（約70億円））。軍事目的としては、毎日地球を14周し、北朝鮮などの重要施設を偵察する。

## 運用
2006年7月28日にロコットロケットで、ロシアのプレセツク宇宙基地から打ち上げられた。